# مشعلاوية
مشعلاوية (الاسم العلمي: Aethionemeae) هي قبيلة نباتية تتبع فصيلة الصليبية من رتبة الكرنبيات.

## أجناس
تضم هذه القبيلة جنسين نباتين هما:
- المشعلية (الاسم العلمي: Aethionema)
- الموريرة (الاسم العلمي: Moriera)